# 아르망 기요맹
아르망 기요맹 (Armand Guillaumin, 1841년 2월 16일 ~ 1927년 6월 26일) 은 프랑스의 화가이다.
파리 태생으로 생활 때문에 처음에는 어떤 토목과에 잠깐 근무하면서 여가에 회화를 그렸다. 연구소에서 세잔과 피사로를 알게 되어 최후까지 친교를 계속했다. 기요맹은 누구의 감화도 받지 않은 제작으로, 갈색이나 붉은색·자색을 많이 쓰는 반면에, 개성이 강한 매력을 나타내며, 피사로나 모네처럼 세련되지는 못했으나 야성적이면서 중후한 매력을 보이고 있다. 마침 1891년에는 복권에 당첨되어 그 이후부터는 네덜란드와 그 밖의 지역의 풍경을 그리면서 자유로운 제작을 했다.

## 주요 작품

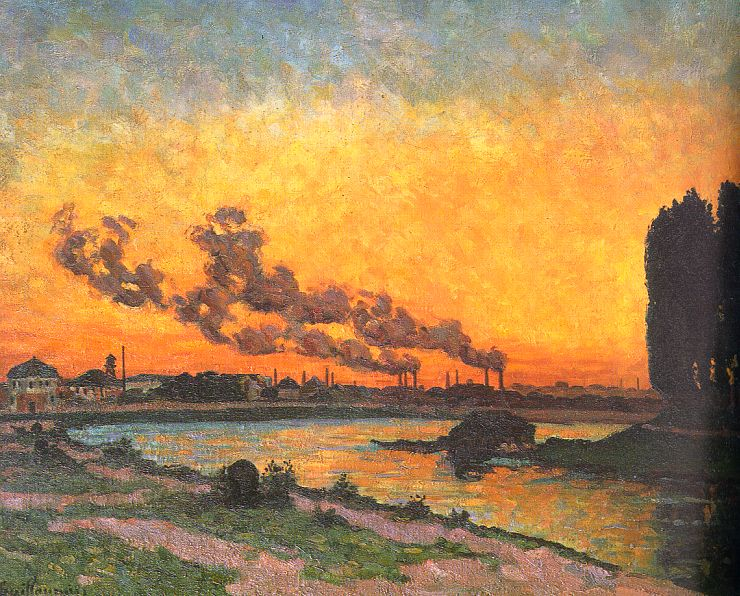
Soleil couchant à Ivry
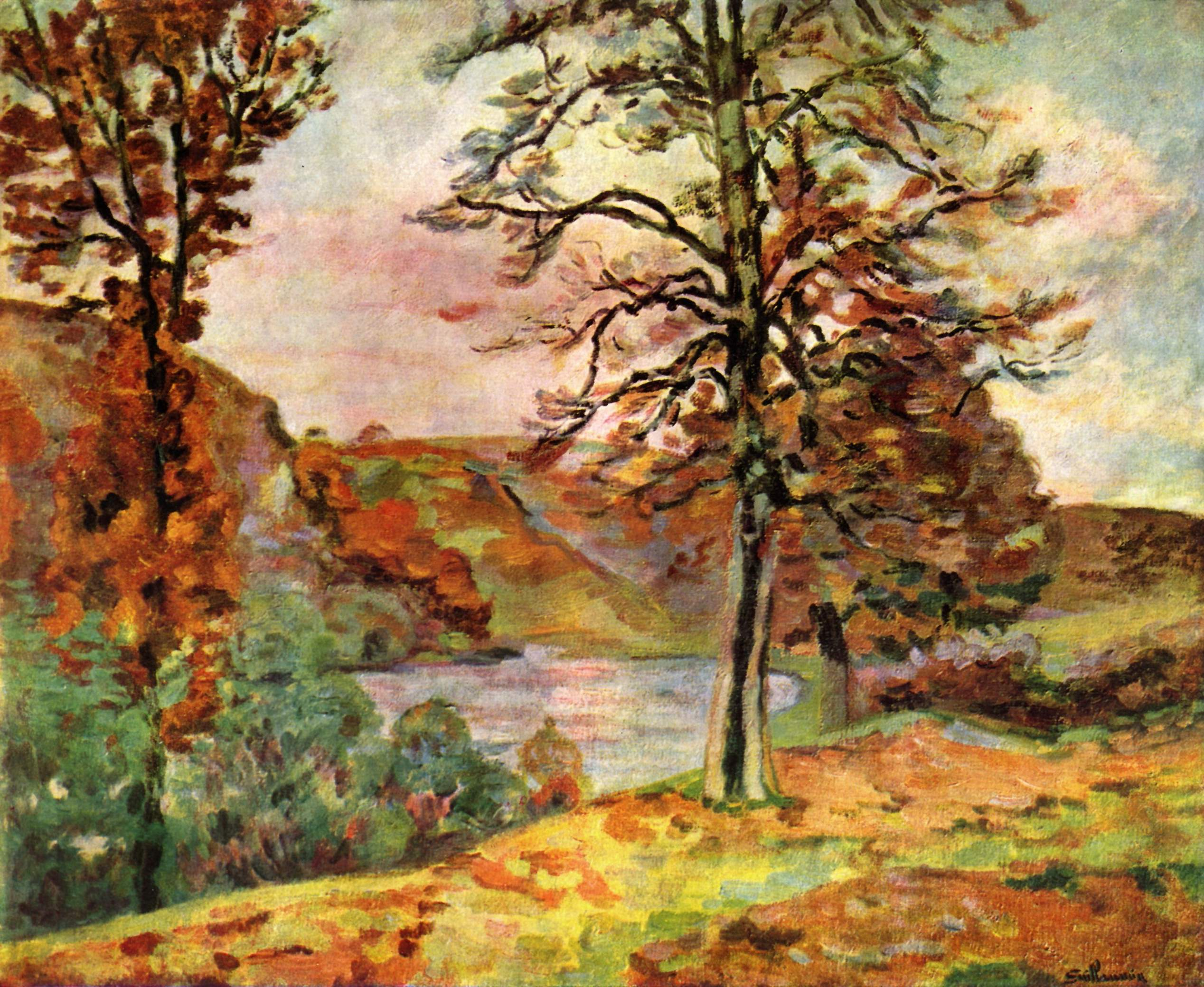
Crozant School